# Glockengießerei Paccard

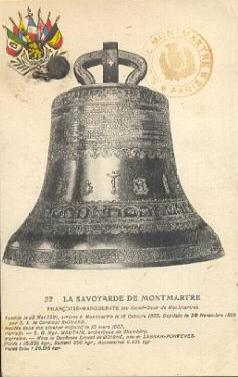
Die Savoyarde

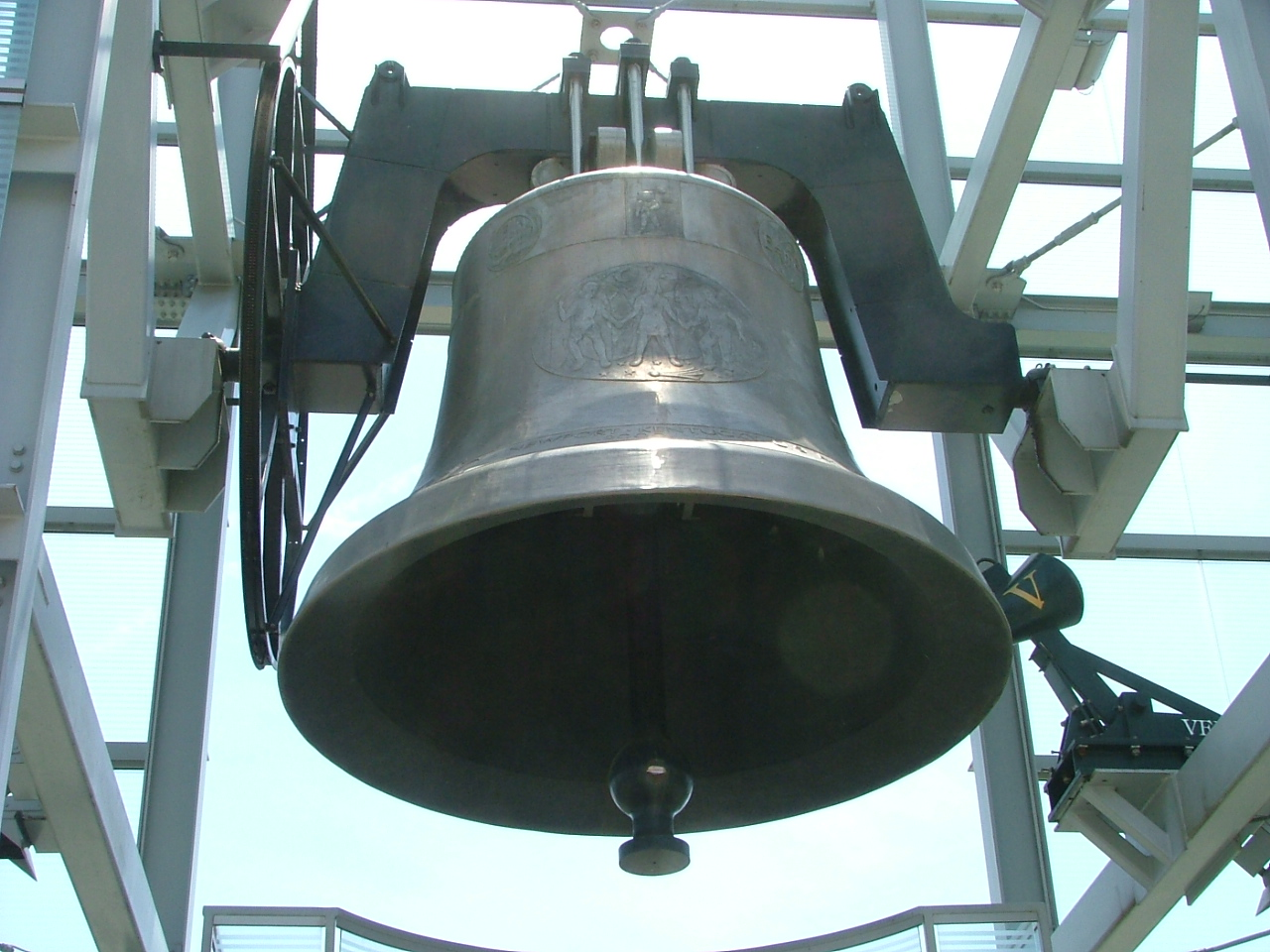
Die World Peace Bell (Millenniumsglocke), aufgenommen am 16. Juli 2006

Die Glockengießerei Paccard (Fonderie Paccard) entstand im Jahr 1796 in der Gemeinde Quintal bei Annecy und befindet sich heute in Sevrier. Der Schmied Antoine Paccard (* 22. November 1770, † 6. Juni 1830), Bürgermeister von Quintal, stellte den Glockengießer Jean Baptiste Pitton von Carouge an, um für die Dorfkirche eine neue Glocke als Ersatz für die ältere, die während der Revolution zerstört worden war, herzustellen.
Nach diesem ersten Guss führten Antoine Paccard und seine Nachkommen die Glockengießerei weiter. Um 1855 richtete die Familie die Werkstatt in Annecy-le-Vieux ein. Im späten 19. Jahrhundert bot das Unternehmen unter Georges Paccard die verschiedensten Glockentypen an und errang somit weltweit den Ruf eines leistungsfähigen Lieferanten von Glocken. 1891 stellte es die größte Glocke Frankreichs her, die so genannte Savoyarde für die Basilique du Sacré-Cœur von Montmartre in Paris. Mit einem Gewicht von 18.835 Kilogramm und einer Höhe von 3,06 Metern ist sie noch immer eine der größten Glocken weltweit.
1914 goss der Betrieb die 16 Tonnen schwere Glocke Jeanne-d’Arc für die Kathedrale von Rouen, die während der Bombardierung der Stadt im Juni 1944 zerstört wurde. 1959 wurde sie mit einem Gewicht von zehn Tonnen neu gegossen.
Um die Mitte des 20. Jahrhunderts entwickelte sich Paccard zum international führenden Hersteller von Glockenspielen (Carillons) und schuf unter anderem die großen Läuteanlagen des Tour Yolande in Chambéry (70 Glocken), Berkeley University (68 Glocken), Douai (62 Glocken), Kathedrale Saint-Bénigne, Dijon (56 Glocken), Basilika Sainte-Thérèse in Lisieux (48 Glocken) und Princeton University (39 Glocken).
1950 bestellte die amerikanische Regierung 54 Glocken nach dem Muster der Liberty Bell, je eine für die Hauptstädte der Bundesstaaten der USA. Auch die Friedensglocke im Stadtpark von Hiroshima stammt aus Sevrier. Im späten 20. Jahrhundert entstanden in Annecy einige ungewöhnlich große Glocken, zum Beispiel die Millenniumsglocke für Kentucky mit einem Gewicht von 33 Tonnen.
Seit seiner Gründung lieferte das Unternehmen etwa 120.000 Glocken. In jüngerer Zeit entwarf und stellte es auch Musikinstallationen für den öffentlichen Raum her. Seit 1989 befindet sich das Werk in Sevrier am Rande von Annecy. Am neuen Standort fand auch das 1984 gegründete Glockenmuseum Paccard genügend Platz.